# RenderMan Shading Language
Renderman Shading Language (略称：RSL) はRenderMan Interface Specificationのコンポーネントであり、シェーダーの定義に使われる。この言語の構文はC言語風となっている。
RSLで書かれたシェーダーは Pixar の PhotoRealistic RenderMan、DNA Research の 3Delight、Sitexgraphics の Air、オープンソースソリューションの Pixie や Aqsis のような RenderMan 準拠レンダラーであれば改変なく使用可能である。
RenderMan Shading Language では、独立関数と5種のシェーダー型（サーフェス、ライト、ボリューム、イメージャー、及びディスプレイスメント）が定義されている。
金属サーフェスを定義するサーフェスシェーダーの例：
```
surface
 
metal
 
(
float
 
Ka
 
=
 
1
;
 
float
 
Ks
 
=
 
1
;
 
float
 
roughness
 
=
 
0.1
;)

{

  
normal
 
Nf
 
=
 
faceforward
 
(
normalize
(
N
),
 
I
);

  
vector
 
V
 
=
 
-
 
normalize
 
(
I
);

  
Oi
 
=
 
Os
;

  
Ci
 
=
 
Os
 
*
 
Cs
 
*
 
(
Ka
 
*
 
ambient
()
 
+
 
Ks
 
*
 
specular
 
(
Nf
,
 
V
,
 
roughness
));

}

```

シェーダーは Cs（表面色）、N（与えられた点での法線）、Ci（最終的な表面色）などの特殊変数を読み書きすることで、その動作を表現する。シェーダーの引数はモデルの複数オブジェクトにアタッチされる大域パラメータである（つまり1つの金属シェーダーを異なる金属などに使用できる）。シェーダーには戻り値が無いものの、関数は引数を取って値を返すように定義可能である。例えば次の関数はドット積演算子「.」を使ってベクトル長を算出する:
```
float
 
length
 
(
vector
 
v
)
 
{

  
return
 
sqrt
 
(
v
 
.
 
v
);
 
/* .はドット積 */

}

```